# ابتسام عبد الله (ممثلة)
ابتسام عبد الله (2 يناير 1972 -)، ممثلة بحرينية.

## عن حياتها
بدأت مسيرتها الفنية كممثلة عام 1995 من خلال مسلسل (الهارب)، وتنوعت أدوارها في المسلسلات الخليجية، ومن أبرز أعمالها مسلسلات (عويشة، الفجر المستحيل، هوامير الصحراء 2). كما شاركت بعدد من الأعمال المسرحية منها (عيال السعادة، وإحنا عيالها، وين ما نطقها عوية). كما شاركت أيضاً ممثلة في فيلم (أربع بنات).

## أعمالها

### من المسلسلات
| سنة الإنتاج | المسلسل                             | بمشاركة |
| ----------- | ----------------------------------- | --- |
| 1995        | الهارب                              | يوسف بوهلول، علي الغرير، ماجدة سلطان، عبد الله ملك                                                          |
| 1997        | بحر الحكايات                        | إبراهيم بحر، يوسف بوهلول، سعاد علي، فاطمة عبد الرحيم                                                        |
| 1998        | عائلة أبو رويشد                     | إبراهيم الصلال، خالد سامي، فايز المالكي، لطيفة المجرن، فاطمة عبد الرحيم، فضيلة المبشر                       |
| 1998        | تالي العمر                          | يوسف بوهلول، سعاد علي، زينب العسكري، شيماء سبت، جمال الغيلان                                                |
| 1999        | آخر الرجال                          | أحلام محمد، يوسف بوهلول، سعاد علي، علي الغرير، فاطمة عبد الرحيم، زهرة عرفات                                 |
| 2000        | نيران                               | محمد المنصور، جاسم النبهان، جمعان الرويعي، مريم زيمان، سعاد علي، فضيلة المبشر                               |
| 2002        | ليل البنادر                         | أحلام محمد، أنور أحمد، يوسف بوهلول، عبد الله وليد، شيماء سبت                                                |
| 2002        | السديم                              | قحطان القحطاني، أحلام محمد، عبد المحسن النمر، زينب العسكري، يوسف بوهلول، هيفاء حسين                         |
| 2003        | عويشه                               | أحلام محمد، إبراهيم بحر، جمعان الرويعي، يوسف بوهلول، عبد الله ملك                                           |
| 2003        | دمعة عمر                            | عبد الرحمن العقل، تركي اليوسف، زينب العسكري، طيف، بدرية أحمد، هيفاء حسين                                    |
| 2003        | شمس القوايل                         | إبراهيم الصلال، جابر نغموش، سميرة أحمد، طارق العلي، أحمد الجسمي، فاطمة الحوسني                              |
| 2004        | سوالف حريم                          | مريم الصالح، زينب العسكري، حسن عسيري، هيا الشعيبي، شيماء سبت، من الأردن ميس حمدان                           |
| 2004        | غصات الحنين                         | محمد المنصور، حسين المنصور، هدى الخطيب، صالح زعل، خالد البريكي، فاطمة عبد الرحيم، هيفاء حسين، جمعان الرويعي |
| 2005        | صور من الحياة                       | يوسف بوهلول، علي الغرير، لطيفة المجرن، عبد الله وليد، عبد الله ملك                                          |
| 2005        | صحوة زمن                            | محمد المنصور، سعاد عبد الله، حسين المنصور، منصور المنصور، سعاد علي، طيف، زهرة عرفات، خالد البريكي، مرام     |
| 2006        | القناص                              | محمد ياسين، سعاد علي، شفيقة يوسف، بدرية أحمد، سمير القلاف، سناء بكر يونس                                    |
| 2006        | جمرة غضى                            | عبد العزيز جاسم، سميرة أحمد، جابر نغموش، منى شداد، عبد الله عبد العزيز                                      |
| 2007        | الفجر المستحيل                      | محمد ياسين، يوسف بوهلول، بدرية أحمد، إبراهيم بحر، شفيقة يوسف، شذى سبت، آلاء شاكر                            |
| 2008        | الداية                              | حياة الفهد، محمد جابر، جمال الردهان، صلاح الملا، باسمة حمادة، منى شداد، خالد البريكي، وفاء مكي              |
| 2009        | رسائل من صدف                        | غانم الصالح، جاسم النبهان، عبد المحسن النمر، فيصل العميري، لمياء طارق، محمد الصيرفي، مشعل الجاسر، سلمى سالم |
| 2009        | إلى متى                             | ليلى السلمان، ناصر محمد، زهرة عرفات، شيماء سبت، يلدا، شمعة محمد، مي عبد الله                                |
| 2010        | هوامير الصحراء - الجزء الثاني       | أحمد الصالح، علي السبع، سعد خضر، ميساء مغربي، أميرة محمد، إيمان القصيبي، ماجد مطرب                          |
| 2010        | تصانيف جزئين، الجزء الثاني عام 2011 | غانم السليطي، عبد العزيز جاسم، زهرة عرفات، هدية سعيد                                                        |
| 2010        | أوراق الحب                          | ليلى السلمان، سيف الغانم، شهاب جوهر، ميساء مغربي، سعاد علي                                                  |
| 2011        | الحب لا يكفي أحيانا                 | هدى حسين، حسين المنصور، لطيفة المجرن، أحمد إيراج، عبد الله الباروني، زينة كرم، شوق                          |
| 2012        | بين الماضي والحب                    | جاسم النبهان، إبراهيم الحربي، عبد الإمام عبد الله، حمد العماني، شهد الياسين، مرام، باسمة حمادة              |
| 2012        | لولو مرجان جزئين، الثاني عام 2013   | سعاد علي، فاطمة عبد الرحيم، علي الغرير                                                                      |
| 2012        | رجال وسط الحريم                     | انتصار الشراح، محمد جابر، سعاد علي، محمد الصيرفي، مروة محمد، مسك                                            |
| 2015        | وجوة محرمة                          | عبد الرحمن الخريجي، محمد المنصور، محمود سعيد، تركي اليوسف، أميرة محمد، أغادير السعيد                        |
| 2016        | حزاوينا خليجة                       | علي الغرير،سامي رشدان،خليل الرميثي،محمد جابر،منى شداد                                                       |
| 2020        | حكايات ابن الحداد                   | أبرار سبت،خليل الرميثي،فاطمة عبدالرحيم،علي الغرير،جمعان الرويعي                                             |

### من الأفلام
| سنه الإنتاج | الفيلم    | بمشاركة                             |
| ----------- | --------- | ----------------------------------- |
| 2007        | أربع بنات | سعاد علي، هبة الدري، ابتسام العطاوي |
| 2020        | نجد       | حياة الفهد، إبراهيم الحربي          |

## روابط خارجية
- ابتسام عبد الله على موقع قاعدة بيانات الأفلام العربية